# Raven
För andra betydelser, se Raven (olika betydelser).
Raven är en superhjälte i DC Comics tecknade serier. Hon är medlem i gruppen Teen Titans och hon är den mest mystiska och hemlighetsfulla personen i Titantornet.
Hon gillar att läsa och meditera, hennes favoritfärg är blått, hon klär sig alltid i en lång mörkblå kappa med röda ädelstenar i en kedja runt midjan.
Att umgås med sina vänner är inget Raven skulle göra i första hand, hon är hellre för sig själv. Men det framkommer i avsnitt 1 säsong 2 "How Long is forever" att Raven behöver sina vänner, kanske mer än de behöver henne.
Raven föddes i en annan dimension, kallad Azarath och är dotter till Demonen Trigon och människan Arella.
Hur och när hon kom till jorden är inte känt. 
I avsnittet 6 Säsong 1 "Nevermore" sugs Cyborg och Beast Boy av misstag in i en magisk spegel som visar sig vara en portal in i Ravens huvud, där möter de hennes olika personligheter som alla har på sig varsin färg, Grön (modig), grå (skygg), rosa (glad), röd (ond), orange (ohyfsad), gul (kunskap), lila (kärlek), brun (fruktan) och vit när alla smälter ihop, som då representerar hennes fulla kontroll över sina känslor. När den riktiga Raven anländer förklarar hon att hennes onda sida blivit utsläppt av misstag och tagit över hennes andra sidor. Hon säger "Let's just say I have issues with my father", ("Man kan säga att jag har oenigheter med min far" på svenska) hennes onda sida har då antagit formen av hennes far. Men genom att förena sina andra sidor lyckas hon med killarnas hjälp besegra sitt onda jag som då förvandlas tillbaka till sin ursprungliga form och förenar sig med den riktiga Raven. 
I Teen Titans är hon även en av de smartaste i gruppen. Hennes mörka och allvarliga natur gör att hon ofta irriterar sig på Beast boys dåliga skämt och lättsamma humör. 
Hennes krafter är att hon kan flytta på saker med tankekraft, skapa energisköldar, hon kan förvandla sig till en stor energikorp, teleportera sig, levitera, och hon har också förmågan att hela sig själv och andra. I avsnitt 3 säsong 4, "Birthmark" framkommer det att hon, dock med stor möda, kan stanna tiden. Till hjälp för att aktivera sina krafter och meditera brukar Raven använda orden "Azarath Metrion Zinthos".
Hon är mycket kraftfull och har ett häftigt humör.
Hennes känslor styr hennes krafter och om hon inte har kontroll över sina känslor så kan den onda delen av henne ta över och då kan hon av misstag skada någon hon tycker om.